# Ögonfrans

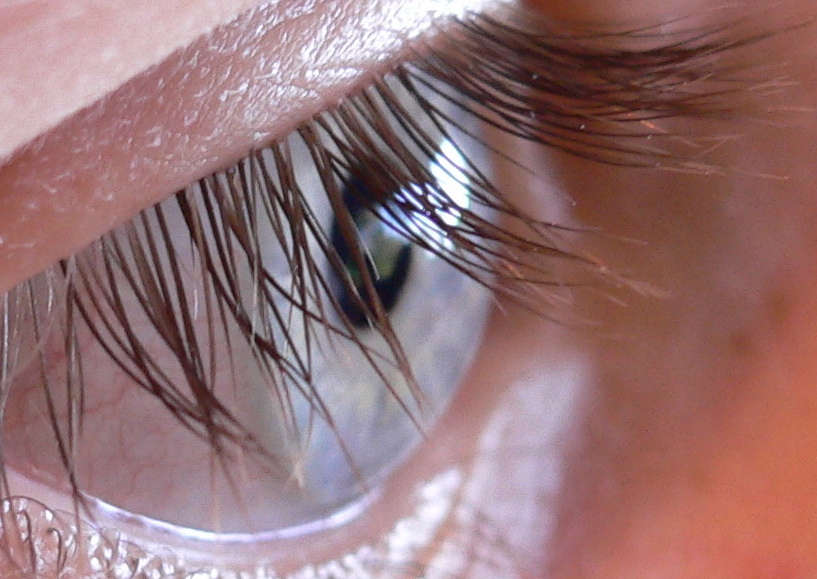

Ögonfransar är hårstrån som sitter på ögonlockens kanter. Dess funktioner är att skydda ögat mot partiklar och förstärka kroppsspråket.
I många kulturer använder man mascara för att göra ögonfransarna mer prominenta. Det är sant att ögonfransarna växer ut, och inte som många tror att man har samma ögonfransar hela livet. Det tar cirka 4-8 veckor för ögonfransarna att växa ut. Ögonfransarna är ofta mörka, men kan även vara vita eller ljusa.

## Kosmetika
Långa ögonfransar har ansetts vackert inom många kulturer. Därför har man ofta önskat intensifiera och utöka längden på sina fransar, ibland artificiellt med hjälp av fransförlängningar. En ögonfransböjare kan bidra med att forma och böja fransarna uppåt.
Sedan bronsåldern har ögonfransarna också färgats mörkare, liksom i forntida Egypten. I moderna tiders ögonsmink ingår bland annat mascara, eyeliner och ögonskugga för att dra fokus åt ögat.